# Amt Birkenau

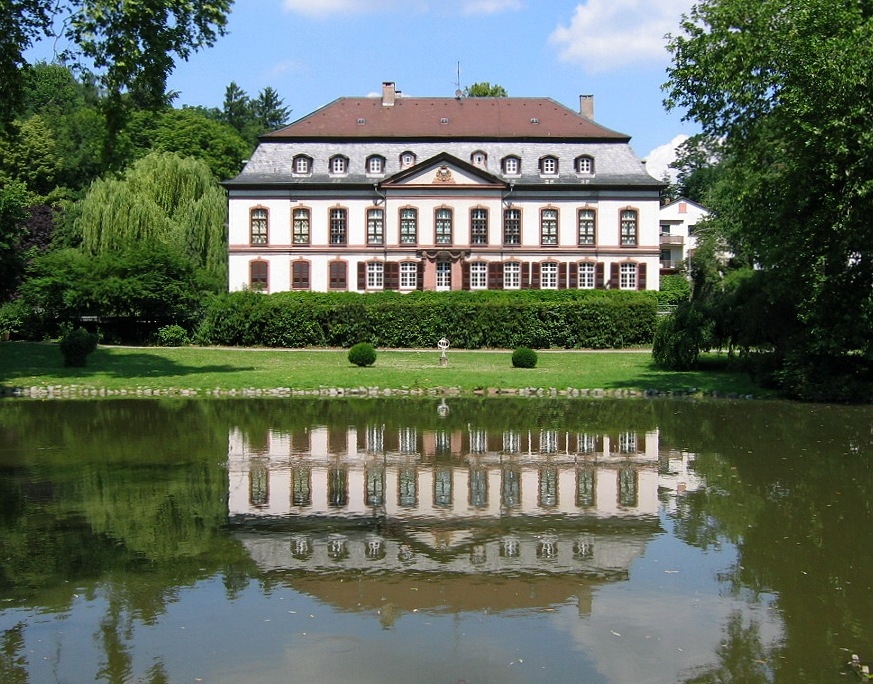
Schloss Birkenau, der Amtsmittelpunkt

Das Amt Birkenau war ein Amt und Patrimonialgericht der reichsritterschaftlichen Familie Wambolt von Umstadt und später im Großherzogtum Hessen.

## Geografie
Das Amt Birkenau lag im westlichen Odenwald, nahe der Bergstraße. Es umfasste:
- Birkenau
- Kallstadt
- Rohrbach

Mittelpunkt des Amtes war das Schloss Birkenau, das um 1770 neu errichtet wurde.

## Funktion
In der Frühen Neuzeit waren Ämter eine Ebene zwischen den Gemeinden und der Landesherrschaft. Die Funktionen von Verwaltung und Rechtsprechung waren hier nicht getrennt. Dem Amt stand ein Amtmann vor, der von der Landesherrschaft eingesetzt wurde. 

## Geschichte
Das Amt Birkenau war seit 1721 ein Mainzer Lehen an die Familie der Wambolt von Umstadt. Hier galt deshalb das Mainzer Landrecht und – subsidiär – das Gemeine Recht, wenn das Mainzer Landrecht für einen Sachverhalt keine Regelung bot. Diese Rechtslage wurde erst zum 1. Januar 1900 von dem einheitlich im ganzen Deutschen Reich geltenden Bürgerlichen Gesetzbuch abgelöst.
Mit der Rheinbundakte von 1806 fiel die staatliche Hoheit über alle reichsritterschaftlichen Besitzungen den größeren, sie umgebenden Staaten zu. Das Amt Birkenau fiel an das Großherzogtum Hessen und wurde hier der Provinz Starkenburg zugeordnet. Allerdings unterlag es nun zwar der staatlichen Hoheit des Großherzogtums, aber die Souveränitätsrechte der Familie der Wambolt von Umstadt mussten weiter erhalten werden. Dazu zählten vor allem die hoheitlichen Rechte, die aus der Patrimonialgerichtsbarkeit erwuchsen. Diese konkurrierenden Hoheitsrechte störte das Großherzogtum selbstverständlich in seinem eigenen Souveränitätsansprüchen.
Dem Großherzogtum gelang es allerdings bei der Verwaltungsreform 1821 das Amt weitgehend in die staatlichen Strukturen zu integrieren. Damals kam es zu einer Justiz- und Verwaltungsreform, mit der auch die Trennung der Rechtsprechung von der Verwaltung auf unterer Ebene umgesetzt wurde. Die Ämter wurden aufgelöst, ihre Aufgaben hinsichtlich der Verwaltung neu gebildeten Landratsbezirken, die erstinstanzliche Rechtsprechung Landgerichten übertragen. Das Amt Birkenau wurde aufgelöst, dessen Verwaltungsaufgaben dem Landratsbezirk Lindenfels und dessen Aufgaben in der Rechtsprechung dem Landgericht Fürth übertragen. Dazu war das Großherzogtum mit den Herren von Wambolt zu Umstadt zu einer Übereinkunft gelangt, nach der im Gebiet des ehemaligen Amtes zwar die staatliche Verwaltung und Rechtsprechung tätig wurde, dies aber im Namen der Patrimonialherrschaft tat.